# 후크 (만화)
《후크》는 매주 수요일 나진수가 다음 웹툰에서 연재하는 웹툰이다.